# Camborne

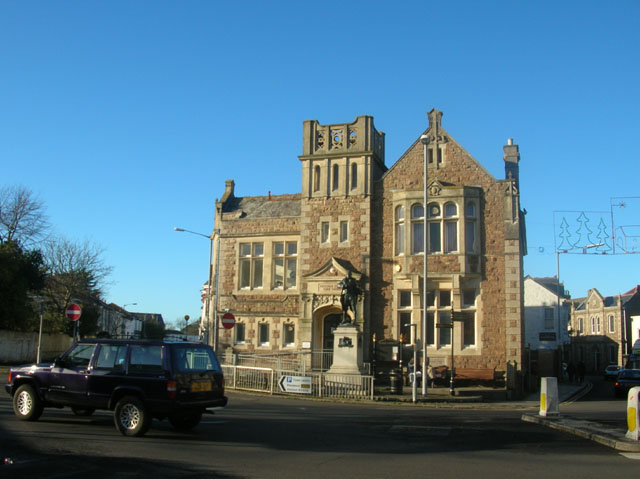
La biblioteca pública de Camborne; estatua de Richard Trevithick

Camborne (Cornuallés : Cambron, "Crooked Hill ') es una ciudad situada al oeste de Cornualles, en el Reino Unido. La población de la zona urbana de Redruth-Camborne es 39.937 habitantes, lo que la convierte en la mayor aglomeración urbana de Cornualles. En el pasado, fue un importante centro minero. En la actualidad, sin embargo, es una ciudad desindustrializada, aunque sigue siendo la sede de la Escuela de Minas Camborne.
En el censo del Reino Unido de 2011, aunque no había ninguna pregunta específica sobre el idioma córnico, treinta personas que vivían en la parroquia de Camborne declararon que el córnico era su lengua principal en casa, trece en Troon y Beacon.

## Educación
La ciudad tiene un buen número de escuelas que cubren todos los rangos de edad. En particular, destaca en el ámbito de la enseñanza secundaria la Camborne Science and International Academy, y en el nivel universitario un campus del Cornwall College.

## Ciudades hermanadas
- Francia: Sainte-Anne-d'Auray
- México: Pachuca de Soto[4]
- México: Mineral del Monte